# (13068) 1991 RL1
1991 أر أل 1 (ويعرف أيضًا باسم (13068) 1991 أر أل 1 وفق تسمية الكوكب الصغير) (بالإنجليزية: 1991 RL1)‏ هو كويكب ضمن حزام الكويكبات؛ وترتيبه 13068 من حيث الاكتشاف.
اكتُشف هذا الجُرم الفلكي بواسطة اليانور إف. هيلين في 4 سبتمبر 1991.

## وصلات خارجية
- (13068) 1991 RL1 في قاعدة بيانات مختبر الدفع النفاث لأجرام النظام الشمسي الصغيرة

- الاكتشاف · مخطط المدار ·  العناصر المدارية · المعلمات المادية

- (13068) 1991 RL1 على موقع ويكي سكاي: DSS2, SDSS, GALEX, IRAS, Hydrogen α, X-Ray, Astrophoto, Sky Map, Articles and images